# Pučež
Pučež è una città della Russia europea centrale (oblast' di Ivanovo); appartiene amministrativamente al rajon Pučežskij, del quale è il capoluogo.
Sorge nell'estrema parte orientale dell'oblast', sul fiume Volga in corrispondenza del bacino di Gor'kij, 117 chilometri a sudest di Kinešma.

## Storia
La città viene citata nelle cronache a partire dall'anno 1594 come sloboda di Pučišče. In tempi molto più recenti, nel 1952, in seguito alla costruzione della grande diga di Gorodec e alla conseguente nascita del bacino di Gor'kij, il territorio dove sorgeva la città venne lentamente allagato; l'intera città, nel giro di tre anni, venne completamente ricostruita in un luogo più elevato.